# РТВ Нови Пазар
Радио-телевизија Нови Пазар српска је  комерцијална телевизијска мрежа са регионалном покривеношћу.
Седиште компаније налази се у Новом Пазару. Од августа 2015. године, мрежа је привазизована. Програм је углавном посвећен локалним вестима из региона Санџака/Рашке.